# Never Without You
Never Without You è una canzone di Ringo Starr, in memoria di George Harrison, suo compagno quando faceva parte dei Beatles, morto il 29 novembre 2001. È stata inclusa nell'album Ringo Rama ed anche pubblicata come singolo.

## Il brano
Il brano è stato co-scritto da Ringo Starr, Mark Hudson e Gary Nicholson. Il primo ha detto che la canzone venne iniziata da Nicholson, e che venne continuata grazie all'aiuto di Hudson. Nel brano sono stati citati, oltre che Harrison, anche altri due amici di Ringo morti, John Lennon e Harry Nilsson. Alla registrazione del brano ha partecipato anche Eric Clapton, che compare anche in altre tracce di Ringo Rama; il batterista ha affermato che ci teneva molto che Clapton, grande amico di Harrison, suonasse nel brano.
Il testo del brano cita numerose canzoni di Harrison: Here Comes the Sun dell'album Abbey Road, I Dig Love e All Things Must Pass di All Things Must Pass, Within You Without You di Sgt. Pepper's Lonely Hearts Club Band, oltre che Here Today, omaggio di Paul McCartney a Lennon, apparso sull'album Tug of War del primo. Anche la melodia del riff di What Is Life, brano di All Things Must Pass, appare nel brano.

## Formazione
- Ringo Starr: voce, batteria, percussioni, tastiere
- Steve Dudas: chitarra elettrica
- Eric Clapton: chitarra solista
- Gary Burr: cori, chitarra acustica
- Gary Nicholson: chitarra acustica a 12 corde
- Mark Hudson: cori, basso elettrico
- Jim Cox: organo B3[1]